# Ardhanari

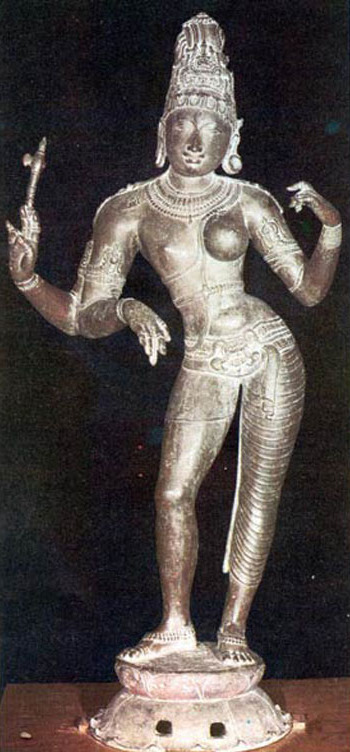
Ardhanariśvara, rzeźba Chola z XI w.

Ardhanari, Ardhanariśwara (sanskryt: अर्धनारीश्वर, Ardhanārīśvara) – w hinduizmie jest to postać łącząca parę bogów, Śiwę i jego małżonkę Parwati (znaną również jako Devi, Shakti i Uma). Ardhanariśwara jest przedstawiana jako pół-mężczyzna i pół-kobieta. Prawa połowa jest zwykle mężczyzną i jest to bóg Śiwa demonstrujący swoje tradycyjne atrybuty. Najwcześniejsze wizerunki Ardhanariśwary są datowane na okres Kuszan, począwszy od pierwszego wieku naszej ery. Jej ikonografia ewoluowała i została udoskonalona w epoce Gupta. Podczas gdy Ardhanariśwara pozostaje popularną formą ikonograficzny w większości świątyń Śiwy w całych Indiach, bardzo niewiele świątyń jest dedykowanych temu bóstwu.
Ardhanariśwara reprezentuje syntezę męskich i żeńskich energii wszechświata (Purusza i Prakriti) i pokazuje jak Śakti, kobieca część Boga, jest nierozerwalnie związane z Śiwą, męską częścią Boga. Inny pogląd głosi, że Ardhanarishvara jest symbolem wszechogarniającej natury Śiwy.